# Postępujące kostniejące zapalenie mięśni
Postępujące kostniejące zapalenie mięśni (fibrodysplazja, postępujące skostnienia mięśni, choroba Munchmeyera, ang. fibrodysplasia ossificans progressiva, FOP) – rzadka choroba genetyczna, objawiająca się postępującym kostnieniem tkanek miękkich. 

## Epidemiologia
Postępujące kostniejące zapalenie mięśni jest bardzo rzadką chorobą, częstość jej występowania szacuje się na około 0,6 przypadków na milion. W 2008 roku znanych było zaledwie 700 przypadków na całym świecie, w Polsce w 2007 było zarejestrowanych 15 pacjentów. FOP znajduje się na liście chorób rzadkich Orphanet.

## Etiologia i patogeneza
Choroba jest dziedziczona autosomalnie dominująco. Powodowana jest przez heterozygotyczną mutację genu ACVR1, znajdującego się na chromosomie 2 w locus 2q23-24, kodującego białko receptora aktywiny typu 1 A (białko ACVR1). Linie limfoblastów wykazują nadmierną reaktywność w ekspresji białka morfogenetycznego kości 4 (BMP4), pobudzającego tworzenie naczyń krwionośnych, rozrost tkanki łącznej i wytwarzanie tkanki kostnej. Jednocześnie występuje niedobór antagonistów BMP4, takich jak noggina i gremlina, co razem powoduje niekontrolowany rozrost tkanki łącznej, tworzenie nowych naczyń krwionośnych i kości poza układem kostnym. W rezultacie dochodzi do postępującego skostnienia tkanki mięśniowej i tkanki łącznej (np. torebek stawowych, ścięgien i więzadeł).

## Odmiany
Mutacja mozaikowa to bardzo rzadka odmiana myositis ossificans. Przy tym rodzaju choroby, kostnienie zachodzi tylko w okolicy jednej części ciała, np. pleców. Do tej pory odnotowano zaledwie kilka takich przypadków.

## Objawy
Choroba objawia się już u noworodków wrodzonymi wadami paluchów (ich koślawością lub skróceniem), skróceniem kciuków, hipoplazją i synostozą paliczków rąk. Pierwsze ogniska kostnienia zwykle pojawiają się w pierwszych 10 latach życia. Zmiany pojawiają się najczęściej w kręgosłupie, obręczy kończyny dolnej i górnej. W miejscu tworzenia się skostnień może występować obrzęk, ból, twardnienie mięśnia i zmniejszenie ruchomości, zwłaszcza tam, gdzie wytworzyły się mosty kostne. Ogniska choroby mogą przypominać guzy nowotworowe i jako takie być początkowo diagnozowane. Choroba może mieć przebieg bezobjawowy, a niektóre obrzęki mogą się cofać, zwykle jednak pojawiają się kolejne ogniska kostnienia, z czasem zesztywniając wszystkie duże stawy, unieruchamiając pacjenta i prowadząc do ciężkiej niepełnosprawności i uzależnienia od opieki innych. 
Nowe ogniska choroby często powstają w miejscu urazów (nawet niewielkich), iniekcji czy zabiegów operacyjnych, ale mogą też powstawać samoistnie. Tworzenie nowego ogniska kostnienia nazywane bywa „przebłyskiem”. Może być ono bolesne i trwać od kilku tygodni do kilku miesięcy.
Najbardziej rozpoznawalnym objawem tej choroby jest koślawość palucha oraz nieproporcjonalność palców u rąk i nóg. Ból występuje zwykle wtedy, gdy skostnienie naciska na układ nerwowy.

## Leczenie
Skuteczne leczenie postępującego kostniejącego zapalenia mięśni nie jest dotąd znane, mimo prób z zastosowaniem różnych metod. Stosowana jest między innymi fizjoterapia i leki przeciwzapalne, takie jak niesteroidowe leki przeciwzapalne, kortykosteroidy, czy inhibitory cyklooksygenazy-2 (COX-2).
Obecnie trwają prace nad lekarstwem, które ma zastopować rzuty choroby. Chorzy w tym momencie przyjmują leki przeznaczone dla układu kostnego oraz mięśniowego. Działają one przeciwzapalnie i spowalniają przebieg FOP.

## Historia
Postępujące kostniejące zapalenie mięśni po raz pierwszy opisał Guy Patin w 1692 roku. Następne przypadki zostały opisane w 1739 i 1867. W 1918 opublikowano pierwszy szeroki przegląd opisujący 115 przypadków. Początkowo chorobę nazywano myositis ossificans progressiva, ale ze względu na to, że zajmuje ona nie tylko mięśnie, ale także inne tkanki miękkie, Victor McKusick zmienił w 1970 jej nazwę na fibrodysplasia ossificans progressiva. W Muzeum Müttera w Filadelfii jest przechowywany szkielet pacjenta z rozwiniętą formą fibrodysplazji, Harry'ego Eastlacka, który na krótko przed swoją śmiercią w 1973 roku zdecydował o przeznaczeniu swojego ciała dla celów naukowych. W 1988 roku w Stanach Zjednoczonych powstała organizacja International Fibrodysplasia Ossificans Progressiva Association (IFOPA), mająca na celu wspieranie chorych na FOP, edukację i prowadzenie badań naukowych związanych z tą chorobą. W 2006 udało się zidentyfikować mutację odpowiedzialną za powstanie choroby.